# Dedekindsnede

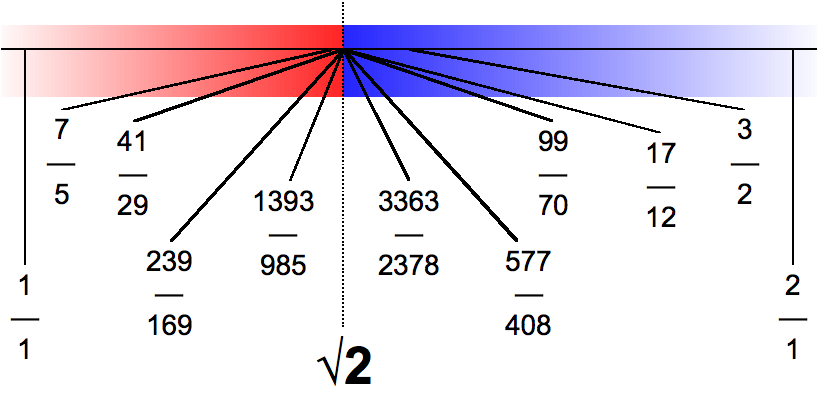
Dedekindsnede om het irrationale getal te construeren

Een dedekindsnede, ook snede van Dedekind of kortweg snede genoemd, is een speciale deelverzameling van de rationale getallen die een reëel getal voorstelt. Dedekindsneden worden gebruikt om uit de rationale getallen {\displaystyle \mathbb {Q} } de reële getallen {\displaystyle \mathbb {R} } te construeren. Dedekindsneden zijn genoemd naar Richard Dedekind.

## Definitie
Een dedekindsnede {\displaystyle \alpha } is een deelverzameling van {\displaystyle \mathbb {Q} } die aan de volgende eisen voldoet:
- {\displaystyle \alpha \neq \varnothing }
- {\displaystyle \alpha \neq \mathbb {Q} }
- Als {\displaystyle p\in \alpha ,\ q\in \mathbb {Q} } en {\displaystyle q<p,} dan is {\displaystyle q\in \alpha } . Met andere woorden: {\displaystyle \alpha } heeft geen ondergrens.
- Bij {\displaystyle p\in \alpha } is er een {\displaystyle r\in \alpha } zo, dat {\displaystyle r>p}

De verzameling van alle sneden blijkt equivalent te zijn met {\displaystyle \mathbb {R} }
Alternatief kan een dedekindsnede ook gedefinieerd worden als een geordend paar {\displaystyle (\alpha ,\beta )} van deelverzamelingen {\displaystyle \alpha } en {\displaystyle \beta } van de rationale getallen die voldoen aan de axioma's:
- {\displaystyle \alpha \neq \varnothing } en {\displaystyle \beta \neq \varnothing }
- {\displaystyle \alpha \cup \beta =\mathbb {Q} }
- voor alle {\displaystyle a\in \alpha } en {\displaystyle b\in \beta } geldt: {\displaystyle a<b}
- {\displaystyle \alpha } heeft geen grootste element, d.w.z. voor alle  {\displaystyle a\in \alpha } is er een {\displaystyle c\in \alpha } met {\displaystyle a<c}

## Voorbeeld
De snede die het reële getal {\displaystyle {\sqrt {2}}} voorstelt is:
{\displaystyle \{q\in \mathbb {Q} \mid q<0\ {\text{of}}\ q^{2}<2\}}
Deze snede is gedefinieerd als de verzameling van alle rationale getallen die kleiner zijn dan nul of waarvan het kwadraat niet groter is dan 2. Deze verzameling van rationale getallen is een dedekindsnede omdat ze voldoet aan bovenstaande definitie. Bijzonder aan deze snede is dat ze in de constructie van Dedekind overeenkomt met het reëel getal {\displaystyle {\sqrt {2}}}.
Dedekindsneden worden verder in dit lemma aangeduid met Griekse letters, en rationale getallen met gewone letters.

## Eigenschappen van de reële getallen
Net als de rationale getallen vormen de reële getallen een geordend lichaam (In België spreekt men van een geordend veld).

### Kleinstebovengrenseigenschap
Wat {\displaystyle \mathbb {R} } uniek maakt ten opzichte van {\displaystyle \mathbb {Q} } is dat elke naar boven begrensde deelverzameling van {\displaystyle \mathbb {R} } een kleinste bovengrens heeft. 
De rationale getallen hebben deze eigenschap niet. Neem bijvoorbeeld de verzameling 
{\displaystyle \{q\in \mathbb {Q} \mid q^{2}<2\}}.
Deze verzameling heeft geen kleinste bovengrens in {\displaystyle \mathbb {Q} }, aangezien er tussen elk rationaal getal en het getal {\displaystyle {\sqrt {2}}} een ander rationaal getal te vinden is.
De overeenkomstige verzameling in {\displaystyle \mathbb {R} }:
{\displaystyle \{r\in \mathbb {R} \mid r^{2}<2\}}
heeft wel een kleinste bovengrens in {\displaystyle \mathbb {R} } en wel {\displaystyle {\sqrt {2}}}.
Uit het feit dat {\displaystyle \mathbb {R} } wel de kleinstebovengrenseigenschap heeft en {\displaystyle \mathbb {Q} } niet, volgt ook dat {\displaystyle \mathbb {R} } volledig is en {\displaystyle \mathbb {Q} } niet.

## Dedekindsneden en de eigenschappen van de reële getallen
Het blijkt dat sneden aan de eigenschappen van de reële getallen voldoen. Daartoe definieert men het volgende:

### Orderelatie voor sneden
{\displaystyle \alpha <\beta } als {\displaystyle \alpha } een echte deelverzameling van {\displaystyle \beta }. 
Duidelijk is dan dat of {\displaystyle \alpha <\beta } of {\displaystyle \alpha =\beta } of {\displaystyle \beta <\alpha }. Uit deze definitie volgt ook de kleinstebovengrenseigenschap van sneden.

### Optelling van sneden
Voor sneden definieert men de optelling, neutraal element voor optelling en inverse element. Deze definities blijken te voldoen aan de axioma's voor optelling.

#### Optelling
Als {\displaystyle \alpha } en {\displaystyle \beta } sneden, verstaat men onder de som {\displaystyle \alpha +\beta } de verzameling van alle sommen {\displaystyle a+b} waarin {\displaystyle a\in \alpha } en {\displaystyle b\in \beta .} De som blijkt weer een snede te zijn.

#### Neutraal element voor optelling
Het neutrale element 0 voor optelling is de verzameling van alle negatieve rationale getallen, hetgeen ook een snede is. Duidelijk is dat de snede 0 dezelfde rol speelt als het getal 0 voor {\displaystyle \mathbb {Q} .}

#### Inverse voor optelling
Bij de snede {\displaystyle \alpha } definieert men {\displaystyle -\alpha } als de verzameling van alle {\displaystyle p\in \mathbb {Q} } met de eigenschap dat er een {\displaystyle r\in \mathbb {Q} ,r>0} is waarvoor geldt dat {\displaystyle -p-r\notin \alpha }. De inverse is een snede.

### Vermenigvuldiging voor sneden
Vermenigvuldiging is wat lastiger te definiëren, daarom wordt eerst het product van positieve sneden gedefinieerd, dus voor sneden {\displaystyle \alpha >0.} Later wordt de definitie compleet gemaakt. De definities blijken te voldoen aan de axioma's voor vermenigvuldiging en aan de distributieve wet.

#### Vermenigvuldiging
Als {\displaystyle \alpha } en {\displaystyle \beta } positieve sneden zijn, verstaat men onder het product {\displaystyle \alpha \beta } de verzameling van alle {\displaystyle q\in \mathbb {Q} } waarvoor geldt dat {\displaystyle q<ab,} waarbij {\displaystyle a} en {\displaystyle b} zo worden gekozen dat {\displaystyle a\in \alpha ,a>0} en {\displaystyle b\in \beta ,b>0.} Het product is een snede.

#### Neutraal element voor vermenigvuldiging
Het neutrale element 1 voor de vermenigvuldiging is de verzameling van alle negatieve rationale getallen kleiner dan 1. De zo gedefinieerde 1 is een snede. Duidelijk is dat de snede 1 dezelfde rol speelt als het getal 1 voor {\displaystyle \mathbb {Q} .}

#### Complete vermenigvuldiging
De vermenigvuldiging wordt compleet door de definities
- {\displaystyle \alpha \cdot 0=0\cdot \alpha =0}
- {\displaystyle \alpha \cdot \beta =(-\alpha )\cdot (-\beta )} als {\displaystyle \alpha <0} en {\displaystyle \beta <0}
- {\displaystyle \alpha \cdot \beta =-(-\alpha )\cdot \beta } als {\displaystyle \alpha <0} en {\displaystyle \beta >0}
- {\displaystyle \alpha \cdot \beta =-(\alpha \cdot (-\beta ))} als {\displaystyle \alpha >0} en {\displaystyle \beta <0}

### Inbedding van de rationale getallen
De rationale getallen zijn een deelverzameling van de reële getallen. Er moet dus een deelverzameling sneden bestaan die {\displaystyle \mathbb {Q} } representeert. Daarom associëreert men met elke {\displaystyle q\in \mathbb {Q} } de verzameling {\displaystyle q^{*}} bestaande uit alle {\displaystyle p\in \mathbb {Q} } zodanig dat {\displaystyle p<q.} Duidelijk is dat {\displaystyle q^{*}} een snede is.

## Rechtvaardiging voor dedekindsneden
Binnen de algebra is er de stelling dat twee geordende lichamen met de kleinste-bovengrens-eigenschap isomorf met elkaar zijn. Duidelijk is dat de dedekindsneden en {\displaystyle \mathbb {R} } beiden geordende lichamen zijn met de kleinste-bovengrens-eigenschap. Omdat ze dus isomorf zijn, hebben ze dezelfde algebraïsche eigenschappen. Derhalve zijn dedekindsneden gerechtvaardigd als constructie van de reële getallen.

## Cauchyrijen
Een andere methode om uit {\displaystyle \mathbb {Q} } de reële getallen {\displaystyle \mathbb {R} } te construeren gaat met behulp van cauchyrijen. Ook deze methode levert een geordend lichaam op met de kleinste bovengrens eigenschap en is dus equivalent met de methode van dedekindsneden.